# Цехи в Великом княжестве Литовском
Це́хи представляли собой ремесленные корпорации, объединявшие мастеров одной или нескольких схожих профессий. 
В Великом княжестве Литовском первые цехи появились в XIV веке с утверждением в некоторых городах магдебургского права. Цехам на этих территориях предшествовали братства — объединения ремесленников, не имевшие письменных уставов. В XVI веке количество цехов заметно увеличилось. В целом в Великом княжестве Литовском цехи развивались по западноевропейским образцам, но при этом имели и некоторые особенности, как то совмещение традиционных для этой местности норм ремесленных объединений с заимствованными нормами магдебургского права; преобладание смешанных цехов, объединявших ремесленников нескольких специальностей; отсутствие жёсткого конфессионального разделения.
Цеховые уставы (статуты) в государственных городах и местечках утверждались великим князем, в частновладельческих — владевшими ими феодалами. Главой цеха был цехмистр (староста), избираемый сроком на один год. Полноправными членами цеха были мастера, в подчинении у которых находились подмастерья, челядники («товарищи») и ученики («хлопцы»). Некоторые цехи избирали также ключников, столовых, шафаров, писарей и инстигаторов, несших дополнительные служебные обязанности. Входящие в цех ремесленники находились под юрисдикцией магистрата или феодалов. Цехи были обязаны нести воинскую и другие повинности в пользу господарства и владельца города. 
Наибольшее количество цехов было связано с кузнечными профессиями, также много было скобяных, портняжных, строительных и связанных с производством домашней утвари цехов. Для рассмотрения споров и жалоб, возникающих между членами одного цеха, каждые две недели или по мере необходимости созывалось собрание, имевшее функции цехового суда. Решения выносились цехмистрами, иногда совместно со старшими мастерами. Апелляции на решения цехового суда подавались в магистрат. Во второй половине XVIII века цехи были подчинены комиссиям доброго порядка, организовавшим реформу цеховых уставов с целью сохранения монопольного характера ремесленных объединений.